# Willy Becker (Maler)
Willy Alfred Becker (* 21. Juli 1903 in Dresden; † 12. Juni 1987 ebenda) war ein deutscher Landschaftsmaler.

## Leben
Becker wurde 1903 in Dresden geboren. Bereits als Jugendlicher fertigte er erste Skizzen und Aquarelle an, die oftmals das Erzgebirge als Motiv beinhalteten. Zwischen 1925 und 1931 studierte er Malerei in Rom, der Schweiz und an der Dresdner Kunstakademie. Verschiedene Studienreisen führten ihn darüber hinaus nach Spanien, Frankreich und Österreich. Nach dem Ende des Zweiten Weltkrieges, an dem der er als Wehrmachtssoldat teilgenommen hatte, und seiner darauffolgenden Heimkehr in seine Geburtsstadt fand er sein Atelier durch den Bombenangriff auf Dresden am 13. Februar 1945 zerstört vor. Sein dort aufbewahrtes Werk war vollständig vernichtet. Besonders nach dem Krieg war Becker eng mit der Dresdner Kunstszene verbunden. 1987 verstarb er in seiner Vaterstadt.

## Schaffen
Zu den typischen Werken Beckers zählen Ansichten von Dresden aber auch des Erzgebirges, dem er sich zeitlebens verbunden fühlte. Er selbst bezeichnete sich als Maler des Erzgebirges. Zu seinem Œuvre gehören hauptsächlich Ölgemälde, Kohlezeichnungen und Aquarelle, die als sein Hauptwerk einzustufen sind.
Der Kunstkritiker Bernhard Jasmand stellte in einer Rezension über Becker folgendes heraus: Das rasche Festhalten flüchtiger atmosphärischer Vorgänge meistert er mit gleicher Könnerschaft wie die malerische Kraft seiner Handschrift das Wesentliche der Landschaft stets zu erfassen weiß.

## Werke (Auswahl)
- Zinnwald, Öl auf Leinwand, ca. 1946, Museum Osterzgebirgsgalerie im Schloss Dippoldiswalde[4]
- Alte Schule in Rehefeld, Aquarell, ca. 1955–1975, Museum Osterzgebirgsgalerie im Schloss Dippoldiswalde[5]
- Bauernhaus, Aquarell, Kunstfonds, Staatliche Kunstsammlungen Dresden[6]
- Baumreihe und Dorf, Aquarell, Kunstfonds, Staatliche Kunstsammlungen Dresden[7]

## Ausstellungen (Auswahl)
- 1940: Ausstellung des Dresdner Künstlerbundes, Dresden[8]
- 1946: Grünes Haus, Dresden[2]
- 1960: Galerie Kunst der Zeit, Dresden[2]
- 2003: Museum Osterzgebirgsgalerie im Schloss Dippoldiswalde[9]